# 方力申
方力申（アレックス・フォン、Alex Fong、1980年2月26日 - ）は、香港の歌手。元水泳オリンピック代表。現在はゴールド・タイフーン・エンターテインメント所属。

## 水泳競技
2000年のシドニーオリンピック競泳競技に香港代表として出場、200m背泳ぎ33位、200m個人メドレー46位、400m個人メドレー34位となった。
この時記録した200m背泳ぎの2分05秒47と400m個人メドレーの4分29秒02は2009年9月現在での香港記録である。

## 出演作品

### テレビドラマ
- Y2K前的暑假(1999年、RTHK)- 本人 役
- 百老薈(2003年、RTHK)
- 執法群英(2004年、RTHK)
- 赤沙印記@四葉草.2(2004年、TVB) - 許楽(ゲスト) 役
- 甜孫爺爺(2005年、TVB) - 文逸晞(Ray) 役
- 森之愛情(2007年、TVB) - 阿力(ゲスト) 役
- 盛装舞歩愛作戦(2008年、TVB) - Sun Sir(ゲスト) 役
- 大唐双龍伝(2011年)

### インターネットドラマ
- 四曲奇談(2003年、now.com) - 特別出演
- 百分百感覚(2004年、now.com) 許楽 役
- 百分百感覚之冬日恋曲(2004年、now.com) 許楽 役
- 愛情、請按9字(2007年、moov)

### 単発番組
- 美女厨房（ビューティフル・クッキング)(2006年、TVB)
- 奧運会(2004年、2008年、TVB)
- 体育的風采(2007年、RTHK)
- 向世界出発： 与獣同行(2008年7月、TVB)

### 映画
- トランサー 霊幻警察 2002(2001年) - 水鬼 役
- 行運超人(2003年) - 警察官(ゲスト) 役
- 給他們一個機会(2003年)
- サウンド・オブ・カラー 地下鉄の恋 地下鉄(2003年)
- 花好月円(2003年、ゲスト出演)
- 恋情告急(2004年) - 交通警察官(ゲスト) 役
- 我要做model(2004年) - 飛魚王子(ゲスト) 役
- 驚心動魄(2004年) - ゲスト出演
- 春田花花同学会(2005年) - 救急隊員(ゲスト) 役
- 濠情歳月または千般愛(2005年) - 洪洋 役
- 得閒飲茶(2006年) - 陳偉文 役
- 独家試愛(2006年) - 林嘉華 役
- 愛上屍新娘(2006年) - 阿力 役
- 恋愛初歌(2006年) - Tony 役
- 心想事成(2007年) - 鄭和 役
- 十分愛(2007年) - 張大力 役
- 神槍手与智多星(2007年) - 阿飛 役
- 我的最愛(2008年) - 強 役
- 狼牙 ライジング・フィスト 狼牙(2008年) - 靚保 役
- 金銭帝国(2009年) - 韓志邦 役
- カンフーサイボーグ 機器侠(2009年) - K1 役
- 越光宝盒(2010年) - 関羽 役
- 出水芙蓉(2010年) - 郭志遠 役
- レクイエム 最後の銃弾 掃毒(2013年)
- ドラゴン・コップス 微笑捜査線 不二神探(2013年)

## 音楽作品

### ソロアルバム
- 2001年 『Alex Sun』（初のソロアルバム）
- 2002年 『一周年』
- 2003年 『True』
- 2003年 『方力申新曲+精選』
- 2004年 『Never Walk Alone』
- 2004年 『Never Walk Alone』（特別アルバム）
- 2005年 『方力申十一団火音楽会』
- 2005年 『Be Good』
- 2006年 『恋愛初歌映画オリジナルサウンドトラック』
- 2006年 『失而復得』
- 2007年 『在你遙遠的附近』
- 2008年 『我的最愛新曲+精選』

### コンパクト盤
- 2009年 『Time Flies』
- 2009年 『七年』

## ミュージックビデオ
- 我的最愛
- 可愛不可愛(小泉真也が「空の唄」としてカバーした曲。日本人が香港歌手の歌を日本語でカバーしたのは初めて)
- 好心好報
- 十分愛
- 冷静熱情之間
- 快将暑假拍下来
- 自欺欺人
- 世界之大

### ソロ楽曲
- 在你遙遠的附近
- 無双譜
- 自導自恋
- ABC君
- 好好恋愛
- 大方
- 死守
- 皇后
- 石像
- 零籍口
- 超級愛你
- 可喜可賀
- 先苦後甜
- 大細心
- 幸福家庭
- 我們不是朋友
- Cool住你
- 拖拖拉拉
- 娯楽你朋友
- 好心好報
- 就是這麼愛你

### リミックスアルバム
- 2005年 『Love05情歌集』
- 2006年 『Love06情歌集』
- 2007年 『Love07情歌集 楽壇奨門人』

## 書物
- 2007年3月19日 「Stephy & Alex 十分愛」
- 2008年3月 「我的最愛Stephy & Alex映画写真」